# 欧州連合部隊
欧州連合部隊（おうしゅうれんごうぶたい、European Union Force, EUFOR）は、欧州連合・欧州理事会の指揮下にある多国籍軍。旧ユーゴスラビア諸国をはじめとする各地において平和維持活動を実施している。

## 概要
共通安全保障防衛政策において人道支援活動・平和維持活動・和平創造活動の強化が求められ、ベルリン・プラス合意において防衛・安全保障分野における欧州連合と北大西洋条約機構(NATO)との関係整理・協力活動構築が行なわれた。これを受けて、欧州理事会の指揮下に平和維持目的の多国籍軍である欧州連合部隊(EUFOR)が設立された。

### コンコルディア
最初にEUFORが派遣されたのはマケドニア旧ユーゴスラビアである。NATOの組織的支援の下に治安維持部隊として欧州連合部隊 コンコルディア(EUFOR Concordia)が2003年3月から12月にかけて展開した。要員数350名。

### アルテア
EUFOR Concordiaの成功を受けて、2004年12月よりボスニア・ヘルツェゴビナに欧州連合部隊 アルテア(EUFOR Althea)が展開している。デイトン合意以降のボスニア・ヘルツェゴビナにおける平和維持活動の軍事部門はNATO中心の平和安定化部隊(SFOR)が担当していたが、これを引き継ぐものである。EUFOR Altheaは前任のSFORを引き継ぎ、当初はほぼ同じ規模の約7,000名で構成されていた。派遣国は欧州連合加盟国が中心であるが、カナダなど加盟国以外からも派遣されている。最高指揮官の階級は中将である。部隊はボスニア・ヘルツェゴビナを三分割し、各地域に駐留している。各部隊は北部多国籍任務部隊(MNTF N)、北西部多国籍任務部隊(MNTF NW)、南東部多国籍任務部隊(MNTF SE)である。この他、統合警察部隊(Integrated Police Unit)がある。和平の進展に伴い、2008年時点では約2,200名まで縮小されている。

### DRコンゴ
コンゴ民主共和国（DRコンゴ、RDコンゴ）では、内戦が続いており、国際連合コンゴ民主共和国ミッション(MONUC)が活動していた。しかし、2003年に入ると民族対立による内戦が激化、治安状態も極度に悪化したため、更なる治安維持部隊を要する事態となった。これを受けて、欧州連合が主体となり、フランス軍主力の多国籍軍がアルテミス作戦として投入され、治安維持活動を行った。2006年6月からは「欧州連合部隊 RDコンゴ」(EUFOR RD Congo)が編成され、大統領・議会選挙支援とそれに伴う治安維持のために展開した。EUFOR RD Congoは2006年11月には撤退している。
なお、コンゴ民主共和国の略称は、英語ではDR Congo、フランス語ではRD Congoだが、部隊名称は「EUFOR RD Congo」（英語文書でも同じ）である。

### チャド・中央アフリカ
ダルフール紛争の影響により、2003年頃よりチャドおよび中央アフリカでは治安状態が悪化してきていた。人道支援および治安維持の目的により2007年に国際連合中央アフリカ・チャド・ミッション(MINURCAT)の創設が決議され、その支援として欧州連合部隊 チャド・中央アフリカ(EUFOR Tchad/RCA)が編成・派遣された。フランス軍を主力とし約4,000名が派遣されている。